# Fingergrundgelenkreflex
Der Fingergrundgelenkreflex ist ein Fremdreflex, der zur neurologischen Untersuchung angewendet wird. Dabei wird die Mittelhand des Patienten von der Ellenseite her umfasst, kräftig gedrückt und dabei die Fingergrundgelenke des 3. bis 5. Fingers gebeugt. Dabei kommt es zu einer reflektorischen Heranführbewegung (Adduktion) des Daumens. Der Reflex wurde erstmals vom Innsbrucker Neurologen Carl Mayer beschrieben.
Ein Ausfall des Reflexes deutet auf Schädigungen der Handnerven oder Schäden der Pyramidenbahn hin.